# I.Q. Baseball
I.Q. Baseball is een videospel voor de Commodore 64. Het spel werd uitgebracht in 1983. 